# دور (الشعر)

تعديل مصدري - تعديل

دور محلة تابعة لقرية ثعلبان، التابعة لعزلة العبس بمديرية الشعر إحدى مديريات محافظة إب في الجمهورية اليمنية، بلغ تعداد سكانها 38 حسب تعداد اليمن لعام 2004.